# STB (chaîne de télévision)
STB (en ukrainien : СТБ) est une chaine de télévision ukrainienne, la cinquième par ordre d’importance dans le pays. Elle a une couverture de 94 % du territoire ukrainien, dont tous les oblast et toutes les villes d'Ukraine de plus de 50 000 habitants. Les russes peuvent également regarder la chaine.

## Historique
La chaîne est diffusée depuis le 2 juin 1997. Elle est surtout reconnue aujourd'hui pour ses émissions de divertissement.

## Programmes d'éducation
- U poshukah Istini (À la recherche de la vérité)
- Pravila Jittya (Rêgles de la vie)
- Dokumentalni Detektiv (Documentaire détective)
- Tchujie Oshibki (Erreurs bizarres)
- Moya Pravda (Ma vérité)
- Zirjove Jittya (Vie des stars)
- Mosfilm. Nevidoma Bersiya (Mosfilm. Version inconnue)

## Programmes de divertissement
- L'Ukraine a un incroyable talent, depuis 2009.
- Tantsyuyut Vsi ! (Tout le monde danse !)
- Tantsi z Zikrami
- Bitva Exttasensiv (Bataille des extralucides)
- Neïmovirni Istorii Kohannya (Les histoires improbables de l'amour)
- Vusalapohvis
- Eniki-Beniki
- Karaoke Na Maïdani (Karaoke sur la place)
- X-Factor
- Zvazheni Ta Chtchaslivi (Pondéré et heureux)